# Mátraderecske
Mátraderecske är en ort i Ungern.   Den ligger i provinsen Heves, i den norra delen av landet, 90 km nordost om huvudstaden Budapest. Mátraderecske ligger 214 meter över havet och antalet invånare är 2 232.
Terrängen runt Mátraderecske är kuperad söderut, men norrut är den platt. Runt Mátraderecske är det ganska glesbefolkat, med 48 invånare per kvadratkilometer. Närmaste större samhälle är Parádsasvár, 8,9 km sydväst om Mátraderecske. Omgivningarna runt Mátraderecske är en mosaik av jordbruksmark och naturlig växtlighet.